# Conway (Massachusetts)
Conway és una població dels Estats Units a l'estat de Massachusetts. Segons el cens del 2000 tenia 1.809 habitants.

## Demografia
Segons el cens del 2000, Conway tenia 1.809 habitants, 692 habitatges, i 512 famílies. La densitat de població era de 18,5 habitants per km².
Dels 692 habitatges en un 36,3% hi vivien nens de menys de 18 anys, en un 61,4% hi vivien parelles casades, en un 9% dones solteres, i en un 25,9% no eren unitats familiars. En el 18,8% dels habitatges hi vivien persones soles el 5,2% de les quals corresponia a persones de 65 anys o més que vivien soles. El nombre mitjà de persones vivint en cada habitatge era de 2,61 i el nombre mitjà de persones que vivien en cada família era de 3,01.
Per edats la població es repartia de la següent manera: un 25,2% tenia menys de 18 anys, un 5,3% entre 18 i 24, un 28,9% entre 25 i 44, un 31,2% de 45 a 60 i un 9,5% 65 anys o més.
L'edat mediana era de 40 anys. Per cada 100 dones de 18 o més anys hi havia 96,2 homes.
La renda mediana per habitatge era de 56.094 $ i la renda mediana per família de 62.917$. Els homes tenien una renda mediana de 41.146 $ mentre que les dones 32.273$. La renda per capita de la població era de 25.605$. Entorn del 2,5% de les famílies i el 3,5% de la població estaven per davall del llindar de pobresa.